# Sedapurklagen
Sedapurklagen is een bestuurslaag in het regentschap Gresik van de provincie Oost-Java, Indonesië. Sedapurklagen telt 1346 inwoners (volkstelling 2010).